# Jaru (Rondônia)
Jaru è un comune del Brasile nello Stato di Rondônia, parte della mesoregione del Leste Rondoniense e della microregione di Ji-Paraná.